# Il me semble, mesdames
Il me semble, Mesdames est un recueil de nouvelles écrit par l'écrivaine et académicienne Florence Delay, paru aux éditions Gallimard, en mars 2012.

## Présentation et contenu
Florence Delay s’est donné pour objectif de faire découvrir ou redécouvrir, la période de la Renaissance à travers le château de Fontainebleau et les personnages marquants de l’époque comme les rois Henri II et François Ier, des favorites Gabrielle d'Estrées et Diane de Poitiers ou plus simplement de la légende du chien Bliau.  
Elle est partie d’un texte édité au siècle dernier sous le titre Les Dames de Fontainebleau, accompagné de luxueuses illustrations par la maison d'édition parmesane Ricci, édition luxueuse qui n’a jamais été rééditée.
En reprenant le « style Renaissance » dans ses lettres, Florence Delay, de l’Académie française, plonge le lecteur dans les événements qui ont traversé ce siècle de renouveau avec des nombreuses tout au long des trente-et-un épisodes qui ponctuent son livre. « Ici la beauté ne se cache pas, pas plus que la pointe d’un sein, au contraire on la convoque, on la désire, comme on désire l’Italie et ses peintres ».
Elle débute par l’anecdote sur « l’invention de Fontainebleau », le Louvre, centre du pouvoir royal, puis part pour ce val de Loire qui deviendra le symbole de la Renaissance avec des extraits de poèmes ou une courte histoire inspirée de l’Heptaméron de Marguerite de Navarre qui illustre plus sûrement la beauté renaissante de ce siècle et dont ce recueil de nouvelles tire son titre. Cette promenade à Fontainebleau « nous emmène à la rencontre des personnages qui l'ont habité mais aussi des dames que les artistes italiens Rosso et Primatice ont peintes et sculptées sur les portes et sous les tables ».

## Informations complémentaires
Commentaires du Figaro
« À lire ce ravissant petit livre, on se dit qu'en effet, c'est en se délivrant du désir d'être original qu'on trouve sa voix. » et « Florence Delay, de l'Académie française, observe les femmes de la cour de François Ier, comme si elle était cachée derrière une tenture… »  Articles des 24 et 26 avril 2012.